# Frittierte Marsriegel

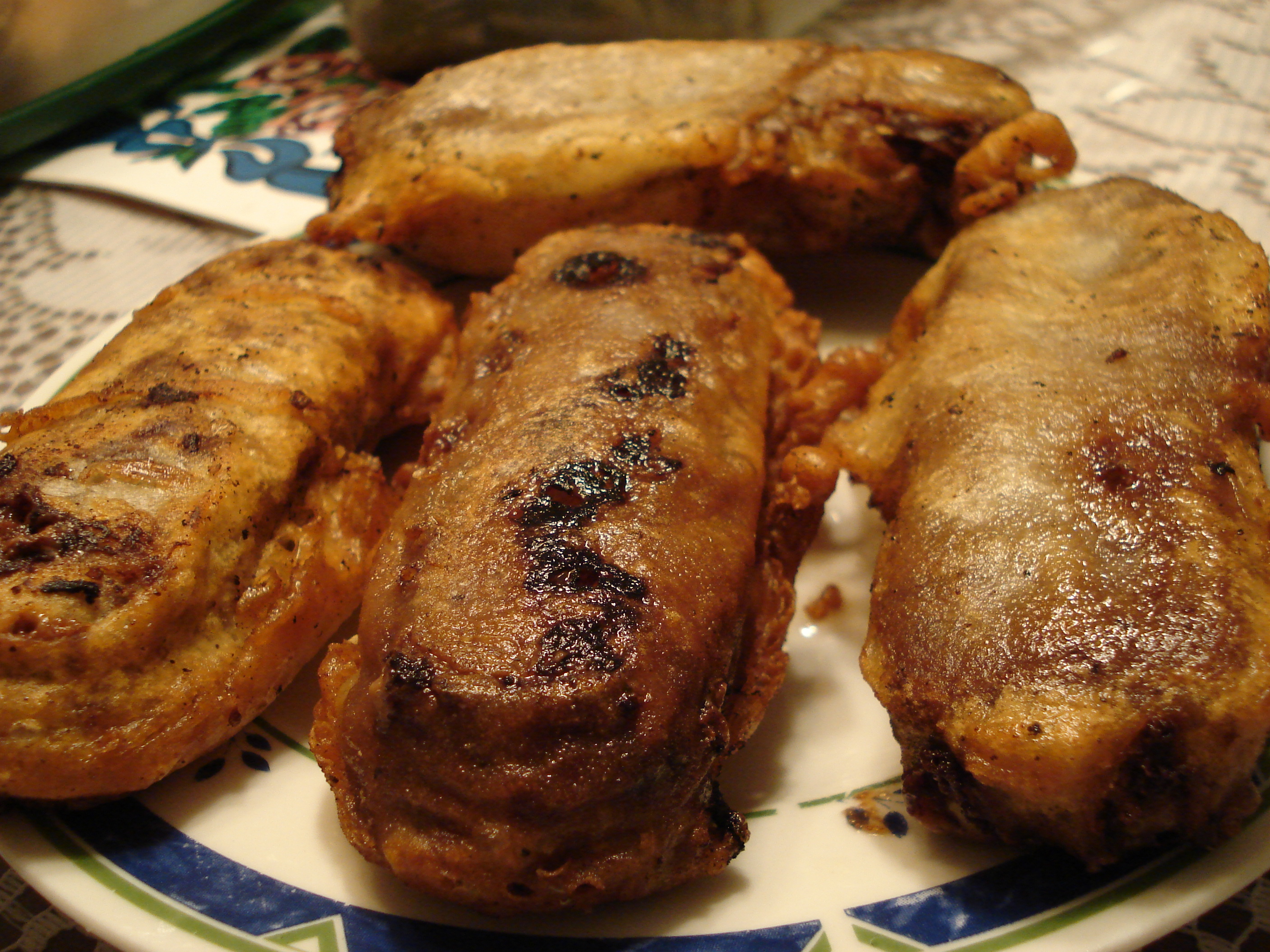
Frittierte Mars-Schokoriegel in Backteig

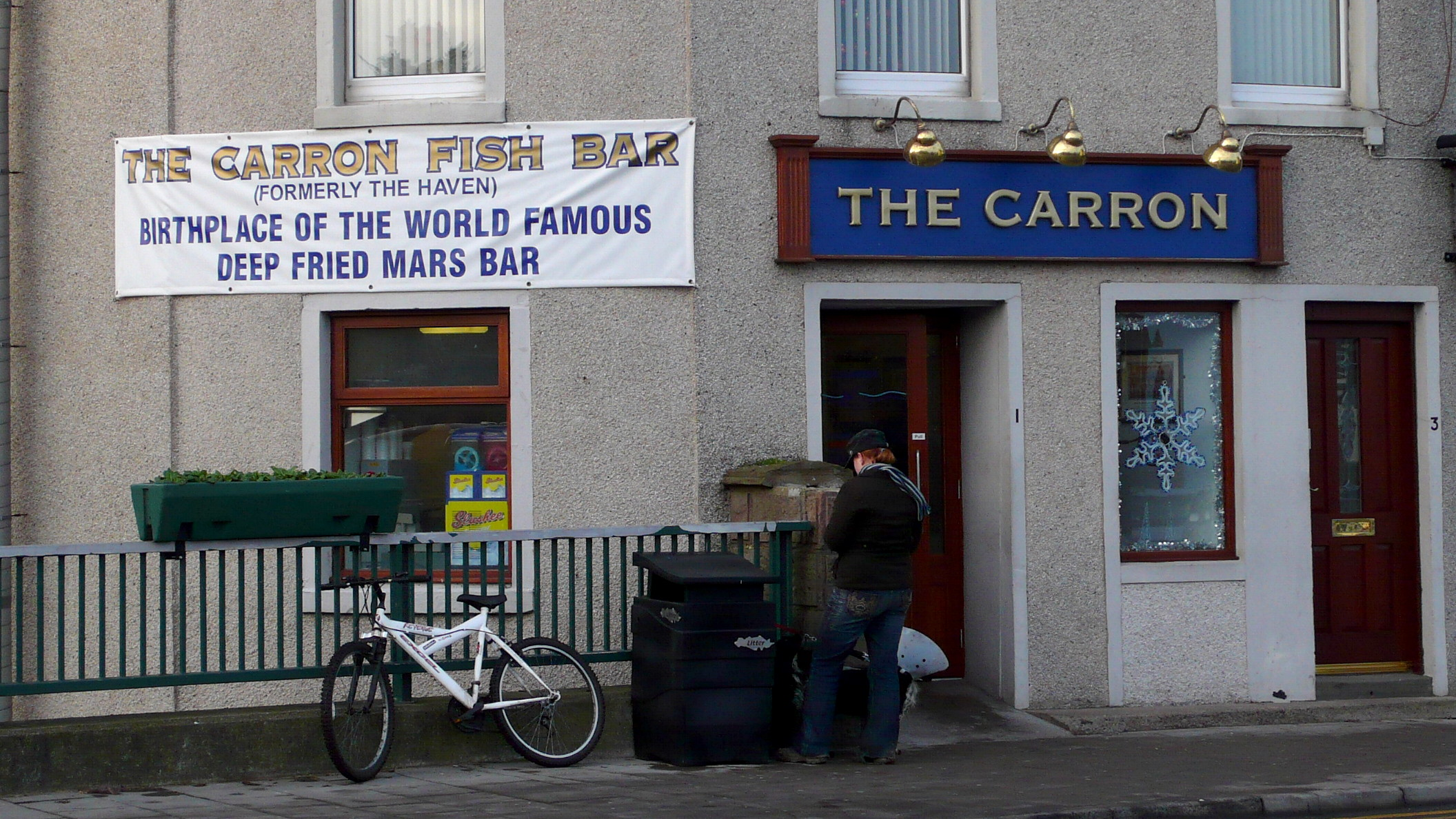
Angeblicher Geburtsort, The Carron Fish Bar in Stonehaven

Frittierte Marsriegel (battered mars bars, deep fried mars bars) sind ausgebackene, in Bierteig gewendete Mars-Schokoladenriegel. Diese Zubereitungsart ist seit etwa Mitte der 1990er Jahre hauptsächlich aus Fish-and-Chips-Imbissen im westlichen Schottland und in Australien bekannt.
Nach einer Studie aus dem Jahr 2004 verkaufen von 303 einbezogenen schottischen Fish-and-Chips-Imbissbuden 66 (d. h. 22 %) frittierte Marsriegel.
Laut dem Jugend-Magazin Vice habe der Riegel das negative Image Schottlands gefördert. Sogar in der Kantine des schottischen Parlaments soll eine gebackene Version einmal ausnahmsweise angeboten worden sein. Doch würden viele Snackbars das Gericht überhaupt nicht mehr anbieten.

## Herstellung
Ein frittierter Marsriegel wird hergestellt, indem ein handelsüblicher Marsriegel in den Backteig getunkt wird, der sonst zur Zubereitung von Fish and Chips dient. Die Riegel werden auch in derselben Fritteuse wie der Fisch (und, je nach Sortiment des Imbissstands, auch die Pommes frites, Black- und White Pudding, Würste oder Haggis) gebacken. Durch eine Überhitzung während des Frittiervorgangs kann der Riegel schmelzen und das Fett verunreinigen, daher werden die verwendeten Riegel oft vorher tiefgekühlt. Dadurch entsteht jedoch die Gefahr, dass der Marsriegel beim Eintauchen ins Frittierfett zerspringt.
Frittierte Marsriegel werden heute auch in England und Irland angeboten. In Kanada wird dieses Gericht mit Speiseeis serviert. An Urlaubsorten mit einem großen britischen Publikum, z. B. an einigen Orten Spaniens, wird der frittierte Marsriegel als Dessert gereicht.
Außer Marsriegeln in ihren diversen Variationen stehen in den beschriebenen Gastronomiebetrieben stellenweise auch andere ausgebackene Schokoriegel, z. B. Snickers und Bounty, auf der Speisekarte.